# Axel Reuterskiöld (militär)
Axel Magnus Otto Reuterskiöld, född 18 augusti 1834 i Stora Tuna socken, död 12 december 1915 i Stockholm, var en svensk militär.

## Biografi
Axel Reuterskiöld var son till Fabian Reuterskiöld. Redan 1849 blev han sergeant vid Västmanlands regemente. Efter studentexamen i Uppsala 1852 blev han 1853 underlöjtnant och 1858 löjtnant vid samma regemente. Reuterskiöld genomgick Falu bergsskola 1857–1858 och tjänstgjorde 1860–1872 som adjutant vid tredje militärdistriktets stab. År 1863 utnämndes han till ordonnansofficer och 1866 till adjutant hos Karl XV. Reuterskiöld blev 1870 kapten vid Västmanlands regemente, 1872 major i armén, 1874 andre major vid Närkes regemente och 1875 överstelöjtnant vid Västmanlands regemente. 1875 kommenderade han en bataljon vid fälttjänstövningar i Norge. 1882 blev Reuterskiöld överste i armén, och 1884 utnämndes han till överste och chef för Västmanlands regemente. Han erhöll avsked ur militärtjänst 1897. 
Reuterskiöld innehade även många kommunala och enskilda uppdrag. Under riksdagen 1871 var han kanslist vid särskilda utskottet. Han var medlem av stadsfullmäktige i Västerås 1877–1892 och fungerade därvid 1879–1881 som vice ordförande, 1882–1888 som ordförande och 1891–1892 åter som vice ordförande. 1886–1894 representerade han Västerås stad i Västmanlands läns landsting. Reuterskiöld var 1880–1882 suppleant hos statsrevisorerna och 1883–1884 statsrevisor. I Västmanlands läns hushållningssällskap var han vice ordförande 1883–1888. Av hans enskilda uppdrag märks, att han 1880 blev ledamot och 1902 ordförande i styrelsen för Mälareprovinsernas enskilda bank. Reuterskiöld blev riddare av Svärdsorden 1874 och kommendör av första klass av samma orden 1887. Han innehade även ett antal utländska ordnar.